# Сахарбедио
Сахарбедио (груз. სახარბედიო) — село в Грузии, на территории Сенакского муниципалитета края (мхаре) Самегрело-Верхняя Сванетия.

## География
Село находится в западной части Грузии, на левом берегу реки Циви (правый приток реки Риони), на расстоянии приблизительно 1 километра (по прямой) к северо-западу от города Сенаки, административного центра муниципалитета. Абсолютная высота — 34 метра над уровнем моря.

## Население
По результатам официальной переписи населения 2014 года в Сахарбедио проживало 288 человек (142 мужчины и 146 женщин). В национальной структуре населения грузины составляли 99,7 %.
| Год  | Население, человек |
| ---- | ------------------ |
| 2002 | 393                |
| 2014 | ↘ 288              |